# لين ريدغريف
لين ريدغريف (بالإنجليزية: Lynn Redgrave)‏ (و. 1943 – 2010 م) هي ممثلة تلفزيونية، وممثلة أفلام، وكاتبة مسرحية، وممثلة مسرحية، من الولايات المتحدة الأمريكية، ولدت في مرليبون، توفيت في كينت، عن عمر يناهز 67 عاماً، بسبب سرطان الثدي.

### النشأة و بداية المسيرة المهنية
نشأت لين ريدغريف في عائلة لها باع في التمثيل، فهي الطفل الثالث للممثلين البارزين، مايكل ريدغريف و رايتشل كيمسون، و أخت كورين و فانيسا ريدغريف، كما أن جدها ، روي ريدغريف، كان ممثل أفلام صامتة.
التحقت لين بالمدرسة الملكية المركزية للخطابة و الدراما، و كانت أول بداية مهنية لها سنة 1962 عند تقمصها لشخصية هيلينا في مسرحية وليام شيكسبير حلم ليلة منتصف الصيف بالمسرح الملكي بلندن و
تمت دعوتها في ما بعد من قبل لورنس أوليفيه لتصبح أحد أول أعضاء المسرح الوطني البريطاني، عندئذ شاركت في مسرحية هاملت رفقة والدها و بيتر أوتول لمدة ثلاث سنوات إلى جانت عدة إنتاجات مهمة.
اشتغلت مع عدة مخرجين أمثال لورانس أوليفيه ، فرانكو زفاريلي إلى جانب ممثلين بارزين كبيتر أوتول، ماغي سميث ، والدها و آخرون، و تم ترشيحها لجائزة الأوسكار للعبها دور جورجي في فيلم georgy girl سنة 1966.

## التعليم
تعلمت في المدرسة المركزية للخطابة والدراما ‏.

## جوائز وترشيحات
حصلت على جوائز منها:
- نيشان الامبراطورية البريطانية من رتبة ضابط.

ترشحت لـ:
- جائزة توني لأفضل ممثلة مسرحية [الإنجليزية]‏ (2006)
- جائزة الأوسكار لأفضل ممثلة مساعدة، عن عمل: Gods and Monsters (film) [الإنجليزية]‏ (1998)
- جائزة توني لأفضل ممثلة مسرحية [الإنجليزية]‏ (1993)
- جائزة توني لأفضل ممثلة مسرحية [الإنجليزية]‏ (1976)
- جائزة الأوسكار لأفضل ممثلة، عن عمل: Georgy Girl [الإنجليزية]‏.

## وصلات خارجية
- لين ريدغريف على موقع IMDb (الإنجليزية)
- لين ريدغريف على موقع الموسوعة البريطانية (الإنجليزية)
- لين ريدغريف على موقع روتن توميتوز (الإنجليزية)
- لين ريدغريف على موقع ألو سيني (الفرنسية)
- لين ريدغريف على موقع ميوزك برينز (الإنجليزية)
- لين ريدغريف على موقع تيرنر كلاسيك موفيز (الإنجليزية)
- لين ريدغريف على موقع أول موفي (الإنجليزية)
- لين ريدغريف على موقع قاعدة بيانات برودواي على الإنترنت (الإنجليزية)
- لين ريدغريف على موقع قاعدة بيانات الأفلام السويدية (السويدية)
- لين ريدغريف على موقع إن إن دي بي (الإنجليزية)